# 久米あつみ
久米 あつみ（くめ あつみ、1933年4月22日 - ）は、日本のフランス文学者、キリスト教神学者。東京女子大学名誉教授。ジャン・カルヴァン研究者。

## 来歴
長崎県佐世保市に牧師・小塩力の娘として生まれる。兄は独文学者・小塩節。夫は哲学者・久米博。青山学院高等部卒。1957年東京大学仏文科卒、1959年同大学院仏文学専攻修士課程修了。1966年から1967年にストラスブール大学神学部大学院に学ぶ。東京女子大学助教授、教授、帝京大学教授、2004年定年退任。

## 著書
- ゴッホ （新教出版社「新教新書」 1965年）
- カルヴァン 人類の知的遺産 28（講談社 1980年）
- カルヴァンとユマニスム（御茶の水書房 1997年12月）
- ことばと思索　森有正再読（教文館 2012年5月）

## 翻訳
- カルヴァン新約聖書註解 14 ヨハネ書簡 （カルヴァン著作集刊行会 1963年）
- 教皇派の中にある、福音の真理を知った信者は何をなすべきか（カルヴァン/世界文学大系 74 筑摩書房 1964年）
- カルヴァン新約聖書註解 13 ヘブル・ヤコブ書 （カルヴァン著作集刊行会 1975年）
- 炎の中を過ぎゆきて （ミッシェル・ルヌヴィエ、早川喬子共訳 ヨルダン社 1985年6月）
- 宗教改革著作集 第9巻 ジャン・カルヴァン キリスト教綱要 初版 （教文館 1986年2月）
- 生の冒険 （ポール・トゥルニエ、ヨルダン社 1996年6月）
- かいばおけのまわりで クリスマスのいのり （ジュリエット・ルヴィヴィエ、日本キリスト教団出版局 2008年10月）
- カルヴァン論争文書集 （教文館 2009年3月）